# Cathédrale métropolitaine de Montevideo
La cathédrale métropolitaine de Montevideo est le siège de l'archidiocèse uruguayen de Montevideo. Elle est située Plaza Matriz, au centre de la cité.

## Historique
Le projet de construire une cathédrale à Montevideo date de l'année 1790. Les auteurs du projet furent José Custodio de Saa y Faría et José del Pozo y Marquy. L'architecte chargé des plans se nommait Tomás Toribio.
L'inauguration du sanctuaire eut lieu en 1804.
La cathédrale subit par deux fois une modification. La première eut lieu en 1860, la seconde entre 1941 et 1961.
La cathédrale a été déclarée monument historique national en 1975. C'est l'un des rares édifices de l'époque coloniale de la ville de Montevideo qui soit parvenu jusqu'à nous. Les plus importants, avec la cathédrale sont le Cabildo, la chapelle de l'hôpital Maciel ainsi que la forteresse Fortaleza del Cerro.

## Description générale
La construction est de style néoclassique, fort en vogue à la fin du XVIIIe siècle en réaction contre les exubérances du baroque, lequel avait cessé d'être au goût du jour.
L'extérieur de l'édifice est donc formé de lignes très pures, voire sobres. Cependant l'intérieur est beaucoup plus détaillé et ornementé. On peut qualifier la décoration intérieure de néoclassique à l'italienne très en vogue tout au long du XIXe siècle.

## Description extérieure
La cathédrale de Montevideo a une longueur totale de 83 mètres. L'édifice est orienté avec le chœur dirigé vers l'ouest et la façade vers l'est. Ceci constitue une anomalie, les églises catholiques devant en principe avoir le chœur tourné (approximativement) en direction de Jérusalem.
La façade du bâtiment a la forme d'un rectangle de 40 mètres de large sur 24 de haut, comprenant deux étages. Aux deux extrémités latérales se dressent les deux tours dont les deux 
premiers étages, correspondant aux 24 mètres de hauteur de la façade, sont aveugles. L'étage supérieur des tours, de taille plutôt moyenne, surplombe la façade de 20 mètres supplémentaires. Les tours sont fortement ajourées à ce niveau. Elles sont surmontées d'un petit dôme. Entre les tours, au-dessus du portail se trouve un grand fronton courbe destiné à masquer l'extrémité du toit du sanctuaire, et supportant trois grandes statues.
La façade possède trois grandes ouvertures d'égale hauteur et formant le premier étage. Elles sont dotées d'arcs en plein-cintre et permettent l'accès à la cathédrale. De chaque côté de l'ouverture centrale s'élèvent deux colonnes colossales surmontées par des chapiteaux ioniques. Sur le côté extérieur de chaque porte latérale se trouve un pilastre surmonté du même type de chapiteau. Ces six éléments verticaux rompent harmonieusement la monotonie de l'ensemble.
Derrière les trois entrées, se trouve un atrium rectangulaire enserré par les deux tours et mesurant vingt cinq mètres sur six.
Du côté gauche (ou sud), on peut voir extérieurement des contreforts, édifiés pour contrecarrer la tendance au glissement latéral provoqué par le poids de la coupole. 
L'édifice n'est donc pas symétrique. Il comporte en outre un grand presbytère.

## Description intérieure
Son plan en forme de croix latine comporte trois nefs, avec un transept. Les nefs sont séparées par de gros piliers et des pilastres. Il n'y a pas de colonnes.
Au-dessus de la croisée du transept s'élève la coupole jusqu'à une hauteur de 42 mètres, s'appuyant sur un tambour arrondi et percé de larges fenêtres éclairant parfaitement la croisée. Le chœur est surmonté d'une belle voûte qui se termine en cul de four (voûte en forme de quart de sphère).
Du côté droit (ou nord) de l'édifice s'ouvrent deux espaces supplémentaires. Le premier, circulaire, de 5,5 mètres de rayon, abrite une chapelle, la Capilla del Santísimo; le second, formant un rectangle de 7 mètres sur 4 mètres 50 cm, constitue le baptistère.